# 阿卡拉烏河
阿卡拉烏河（葡萄牙語：Rio Acaraú），是巴西的河流，位於該國東北部，流經塞阿臘州，河道全長320公里，流域面積14,500平方公里，流經馬可和貝拉克魯斯，最終注入大西洋。